# 増淵恒吉
増淵 恒吉（ますぶち つねきち、1907年11月5日 - 1986年2月12日）は、日本の国語教育者・国文学者。専修大学名誉教授。

## 来歴
栃木県生まれ。旧制山形高等学校を経て、1931年に東京帝国大学文学部国文学科を卒業、岡山県吉備商業学校教諭、1932年横須賀中学校教諭、1938年福井師範学校教授、1946年東京府立第五中学校（のち東京都立小石川高等学校）教諭、1949年東京都立日比谷高等学校教諭。1960年東京都教育庁指導部主査。1968年専修大学文学部教授。1978年定年退職、名誉教授、土浦短期大学教授。

## 著書

### 単著
- 『近代文学評論選 新註』福村書店 1953
- 『総合国語の新研究』日本放送出版協会 NHK高校講座双書 1955
- 『精解枕草子 文法と解釈』清水書院 1957
- 『枕草子評釈 語釈・文法・参考』清水書院 1965
- 『国語科教材研究』1971 有精堂選書
- 『増淵恒吉国語教育論集』有精堂、1981

### 共編著
- 『夜半の寝覚 校註』藤田徳太郎共編 中興館 1933
- 『校註日本文芸新篇 思想・評論選』久松潜一共編 武蔵野書院 1950
- 『中学生の国語研究 実力養成』坂本浩共著 国民図書刊行会 1952
- 『徒然草 明解対訳』竹松宏章共著 池田書店 1952
- 『古典の解釈文法』時枝誠記共著 至文堂 1953
- 『理解と鑑賞のための日本文学史』吉田精一共著 金子書房 1955
- 『古文漢文必須単語集』清田清共編 金子書房 1956
- 『源氏物語問題新選』編 有精堂出版 1957
- 『国文学史の完全対策』橘誠共著 学灯社 1957
- 『古文解釈模範答案の書き方 二色刷添削式』桜井祐三共著 三省堂 1957
- 『徒然草問題新選』編 有精堂出版 1957
- 『枕草子問題新選』編 有精堂出版 1957
- 『万葉・古今・新古今問題新選』編 有精堂出版 1957
- 『大鏡・今鏡・増鏡問題新選』編 有精堂出版 1958
- 『奥の細道・俳句俳文俳論問題新選』編 有精堂出版 1958
- 『小学校国語科の新教育課程』編 国土社 新教育課程双書 小学校篇 1958
- 『中学校国語科の新教育課程』編 国土社 新教育課程双書 中学校篇 1958
- 『日記文学問題新選』編 有精堂出版 1958
- 『日本文学史問題新選』編 有精堂出版 1958
- 『平安物語文学問題新選』編 有精堂出版 1958
- 『平家物語問題新選』編 有精堂出版 1958
- 『表覧古文解釈』三谷栄一共著 有精堂出版 1959
- 『奥の細道・俳句俳文俳論問題演習 出題予想』編 有精堂 1960
- 『出題予想源氏物語問題演習』編 有精堂 1960
- 『出題予想万葉・古今・新古今問題演習』編 有精堂 1960
- 『徒然草問題演習』編 有精堂 1960
- 『文体類別現代文問題新選』編 有精堂出版 1960
- 『平家物語・方丈記問題新選』編 有精堂出版 1960 国文問題新選
- 『枕草子問題演習』編 有精堂 1960
- 『高等学校作文』福田清人、鵜月洋共著 角川書店 1961
- 『国文法問題新選』編 有精堂出版 1961 国文問題新選
- 『現代国語の総合研究』小海永二共著 有精堂出版 1963
- 『徒然草の解釈と問題探求』稲村徳共著 有精堂出版 1964 国文問題探求叢書
- 『近代文学注釈大系 第4 近代評論』石丸久と校訂・注釈 有精堂出版 1965
- 『近代文学選』関良一、畑有三共編 有精堂出版 1967 新集日本文学叢刊
- 『中古文学選 物語編』三谷栄一、秋山虔共編 有精堂出版 1968 新集日本文学叢刊
- 『小学校国語科教育法概説』倉沢栄吉、藤原宏共編 有精堂出版 1969
- 『中学校国語科教育講座』全6巻 倉沢栄吉、小海永二共編 有精堂出版 1972

### 関連文献
- 荒井栄、石井庄司、井上敏夫、古田拡、増淵恒吉、宮崎健三、望月久貴「鳥山榛名氏をしのぶ(鳥山榛名氏追悼)」（『国語科教育』7巻、1960年、p.121-127、doi:10.20555/kokugoka.7.0_121）
- 『人物物故大年表』